# Goulet
Goulet foi uma comuna francesa na região administrativa da Normandia, no departamento Orne. Estendia-se por uma área de 9,3 km². Em 2010 a comuna tinha 904 habitantes (densidade: 97,2 hab./km²).
Em 1 de janeiro de 2018, passou a formar parte da nova comuna de Monts-sur-Orne.